# Jen-an
Jen-an (čínsky pchin-jinem Yán'ān, znaky 延安) je městská prefektura v Čínské lidové republice, která leží v provincii Šen-si. Celá prefektura má rozlohu 37 026 čtverečních kilometrů a roku 2020 v ní žilo téměř 2,3 miliony obyvatel. Historicky je Jen-an významný jako cíl Dlouhého pochodu, po kterém byl v letech 1935–1948 hlavní základnou Komunistické strany Číny.

## Poloha
Jen-an leží v provincii Šen-si. Prefektura hraničí na západě s Vnitřním Mongolskem, na severu s prefekturou Jü-lin, na východě s provincií Šan-si a na jihu s prefekturami Wej-nan, Tchung-čchuan a Sien-jang.

## Administrativní členění
Městská prefektura Jen-an se člení na třináct celků okresní úrovně, a sice dva městské obvody, jeden městský okres a deset okresů.
| Pao-tcha An-saj městský okres · C’-čchang okres · Jen-čchang okres · Jen-čchuan okres · Č’-tan okres · Wu-čchi okres · Kan-čchüan okres · Fu okres · Luo-čchuan okres · I-čchuan okres · Chuang-lung okres · Chuang-ling |        |                       |                    |                                  |
| Název | Název  | Počet obyvatel (2020) | Rozloha km² (2020) | Hustota zalidnění (obyv. na km²) |
| český přepis | znaky  | Počet obyvatel (2020) | Rozloha km² (2020) | Hustota zalidnění (obyv. na km²) |
| Městské obvody |        |                       |                    |                                  |
| Pao-tcha | 宝塔区 | 640 951               | 3 538              | 181                              |
| An-saj | 安塞区 | 163 135               | 2 951              | 55                               |
| Městský okres |        |                       |                    |                                  |
| C’-čchang | 子长市 | 217 735               | 2 393              | 91                               |
| Okresy |        |                       |                    |                                  |
| Jen-čchang | 延长县 | 117 965               | 2 361              | 50                               |
| Jen-čchuan | 延川县 | 139 716               | 1 986              | 70                               |
| Č’-tan | 志丹县 | 155 129               | 3 785              | 41                               |
| Wu-čchi | 吴起县 | 146 167               | 3 787              | 39                               |
| Kan-čchüan | 甘泉县 | 76 929                | 2 276              | 34                               |
| Fu | 富县   | 142 891               | 4 183              | 34                               |
| Luo-čchuan | 洛川县 | 201 663               | 1 791              | 113                              |
| I-čchuan | 宜川县 | 112 090               | 2 937              | 38                               |
| Chuang-lung | 黄龙县 | 41 198                | 2 751              | 15                               |
| Chuang-ling | 黄陵县 | 127 015               | 2 287              | 56                               |
| |        |                       |                    |                                  |
| Celkem | Celkem | 2 282 581             | 37 026             | 62                               |